# Bistum Surigao
Das Bistum Surigao (lat.: Dioecesis Surigensis) ist ein römisch-katholisches Bistum auf Mindanao, Provinz Surigao del Norte, Philippinen. Bischofssitz ist in Surigao City.
Die Diözese wurde am 3. Juni 1939 von Papst Pius XII. aus dem damaligen Bistum Cagayan de Oro errichtet und dem Erzbistum Cagayan de Oro (Philippinen) als Suffraganbistum unterstellt. Erster Bischof war der niederländische Ordensgeistliche John Vrakking MSC. 1960 wurde die Provinz getrennt; erst 1978 wurde aus dem Territorium heraus das Bistum Tandag gegründet, das die Provinz Surigao del Sur umfasst.

## Ordinarien
- John Vrakking MSC (1940–1953)
- Charles Van den Ouwelant MSC (1955–1973)
- Miguel Cinches SVD (1973–2001)
- Antonieto Cabajog, seit 2001